# Soul Finger
Soul Finger är ett musikalbum av gruppen The Bar-Kays utgivet 1967. Albumet spelades in under mars-juni samma år. Albumet var det enda som spelades in med denna version av gruppen, då fyra medlemmar dog i en flygkrasch strax efter inspelningarna. Vid samma olycka omkom också Otis Redding. Albumet utkom på skivbolaget Volt Records i USA och Atco Records I Europa.
Albumet består mestadels av svängig soul och funk-musik. Titelspåret blev en topp-20 hit i USA och är en av de kändaste kompositionerna från gruppen. Introt till låten citerar den amerikanska barnvisan "Mary Had a Little Lamb". Låten blev också en hit i Benelux och Frankrike, samt toppade spanska singellistan. I Sverige användes låten från 1967 som signatur till radioprogrammet "Pop Non-Stop".

## Låtlista
(upphovsman inom parentes)
1. "Soul Finger" (Alexander/Caldwell/Cauley/Cunningham/Jones/King) - 2:18
2. "Knucklehead" (Cropper/Jones) - 2:25
3. "With a Child's Heart" (Basemore/Cosby/Moy) - 2:56
4. "Bar-Kays Boogaloo" (Alexander/Caldwell/Cauley/Cunningham/Jones/King) - 2:16
5. "Theme From Hell's Angels" - 2:46
6. "You Can't Sit Down" (Clark/Mann/Muldrow) - 3:05
7. "House Shoes" (Alexander/Caldwell/Cauley/Cunningham/Jones/King) - 2:45
8. "Pearl High Hayes, Jackson" - 2:32
9. "I Want Someone" (Axton/Parker) - 3:08
10. "Hole in the Wall" (Cropper/Jackson/Jones/Nathan) - 2:31
11. "Don't Do That" (Alexander/Caldwell/Cauley/Cunningham/Jones/King) - 2:47

## Listplaceringar, singeln
| Lista (1967)   | Position               |
| -------------- | ---------------------- |
| Flandern       | 16                     |
| Frankrike      | 10                     |
| Kanada         | 13 (RPM)               |
| Nederländerna  | 8                      |
| Spanien        | 1                      |
| Storbritannien | 33                     |
| USA            | 17 (Billboard Hot 100) |
| Vallonien      | 11                     |